# Ali Rıfat Çağatay
Ali Rıfat Çağatay (1867 - 1935) va ser un compositor turc, virtuós del llaüt i professor, a més de president fundador del servien del president que fundava del Türk Musikisi Ocağı (L'Institut per a la Música Turca) i el president de més llarg mandat de la Şark Musiki Cemiyeti (La Societat per a la Música Oriental).
Va destacar pels seus esforços d'armonització de la Música turca clàssica amb elements d'herència musical occidental. També va destacar per les seves habilitats vocals, així com pel seu talent en l'els seus talents en el llaüt àrab, el violoncel, el tanbur, i el kemençe.
Els seus treballs més notables inclouen la composició musical original per l'Himne nacional turc, (p. 61) utilitzat entre 1924-1930 fins a l'acceptació de la composició nova d'Osman Zeki Üngör, així com altres favorits nacionals.

## Biografia
Nascut a Istanbul el 1867, Çağatay fou el més gran de quatre fills, nascuts a una família de músics, poetes, escriptors, soldats i empleats governamentals de rang mitjà.
Va tenir tres fills de la seva segona muller, el més gran dels quals, Ali Cafer Çağatay, fou un notable jugador de futbol al Fenerbahçe.
Çağatay morí el 3 de març de 1935 a Istanbul.